# Generación del crack
La Generación del crack (o Crack) es un movimiento literario mexicano de fines del siglo XX, en ruptura con el llamado postboom latinoamericano. Está integrado por Ignacio Padilla, Jorge Volpi, Eloy Urroz, Pedro Ángel Palou, Ricardo Chávez Castañeda, Alejandro Estivill y Vicente Herrasti.

## Manifiesto

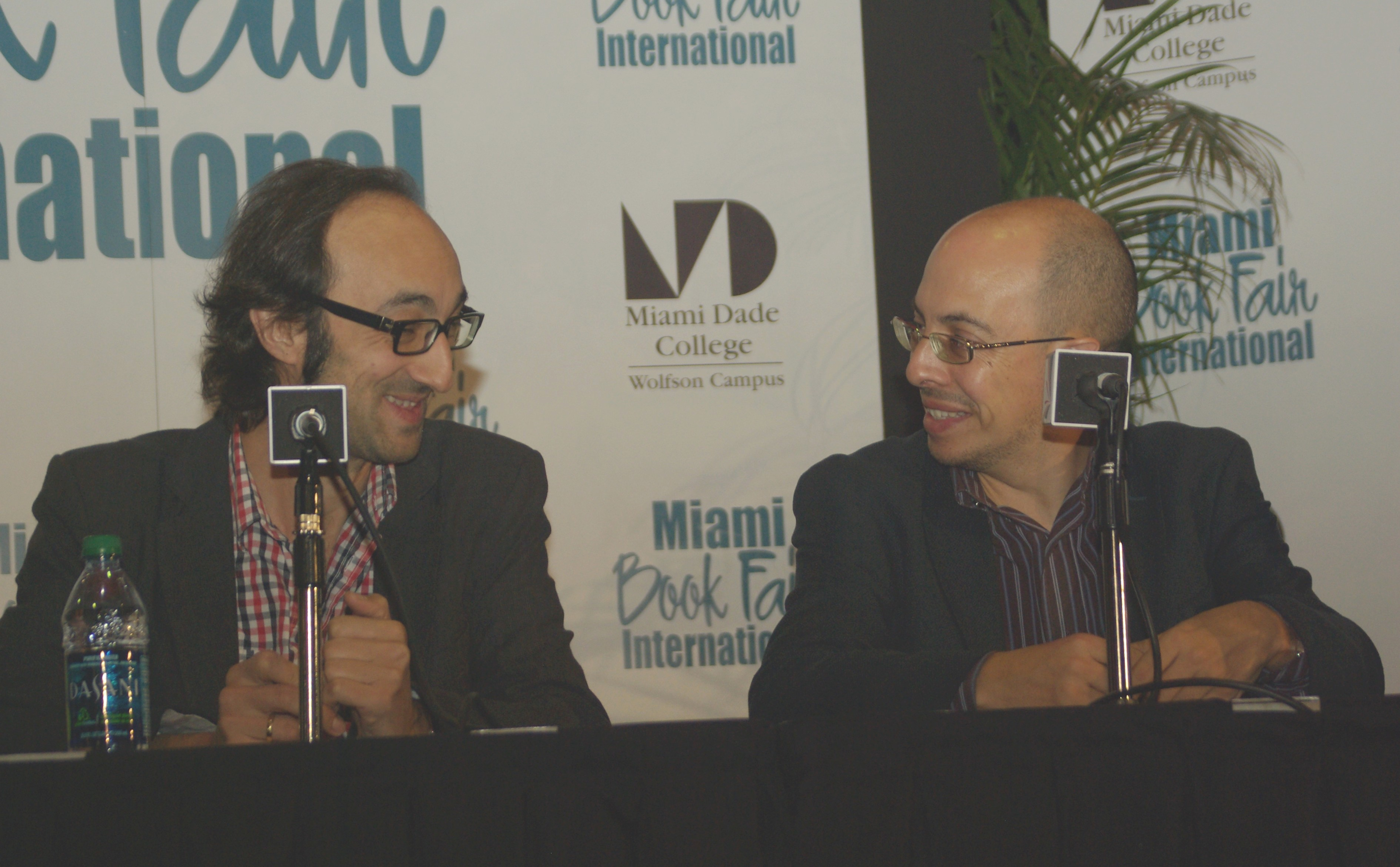
Jorge Volpi (der.) con el escritor español Agustín Fernández Mallo, de Nocilla. Feria Internacional del Libro de Miami 2011

Originalmente era un grupo de cinco novelas de autores mexicanos, publicadas en 1996 con un Manifiesto Crack común. Estas son Memoria de los días de Pedro Angel Palou, Las rémoras de Eloy Urroz, La conspiración idiota de Ricardo Chávez Castañeda, Si volviesen sus majestades de Ignacio Padilla y El temperamento melancólico de Jorge Volpi.
El Manifiesto tenía asimismo la intención de retomar la estética del boom latinoamericano. Se trata de un texto muy singular, pues está constituido por cinco fragmentos: "no hay un profeta, sino muchos". Pretendía provocar una fisura en la tradición literaria inmediata anterior para regresar a lo que se identificaba como la mejor literatura, que según los autores comprende sobre todo las obras de los clásicos.
Más tarde se convirtió en un grupo literario en el sentido de amigos escritores con afinidades estéticas, como la osadía dentro del marco de la ambición y el rigor artístico.

## Características
Se proponía presentar ante el panorama literario mexicano un grupo de novelas cuya afinidad no era casual y que por eso sorprendieron. 
Las siguientes son sus características principales:
- Se trataba de una literatura compleja y de mayor exigencia formal, estructural y cultural que la del llamado Post-boom, vulgarización de una literatura con la que el Crack pretende conectar.
- Generalmente se trata de una narrativa dislocada o desubicada del espacio y tiempo mexicanos.
- Se trataba de experimentos lingüísticos bastante aventurados, algunos más que otros, y novelas polifónicas, es decir, no lineales, con muchas voces narrativas. Al respecto afirma Pedro Angel Palou: "A la ligereza de lo desechable y de lo efímero, las novelas del Crack oponen la multiplicidad de las voces y la creación de mundos autónomos, empresa nada pacata"[8]
- Era una literatura no asociada a una pandilla literaria (como la revista Vuelta) ni contaba con un padrino mediático que divulgase las irreverencias de sus jóvenes integrantes.
- Revaloriza a una serie de autores como José Emilio Pacheco y Sergio Pitol, que entroncan con una literatura europea por la cual los integrantes del boom sienten un gran interés.